# Zekkai Chūshin

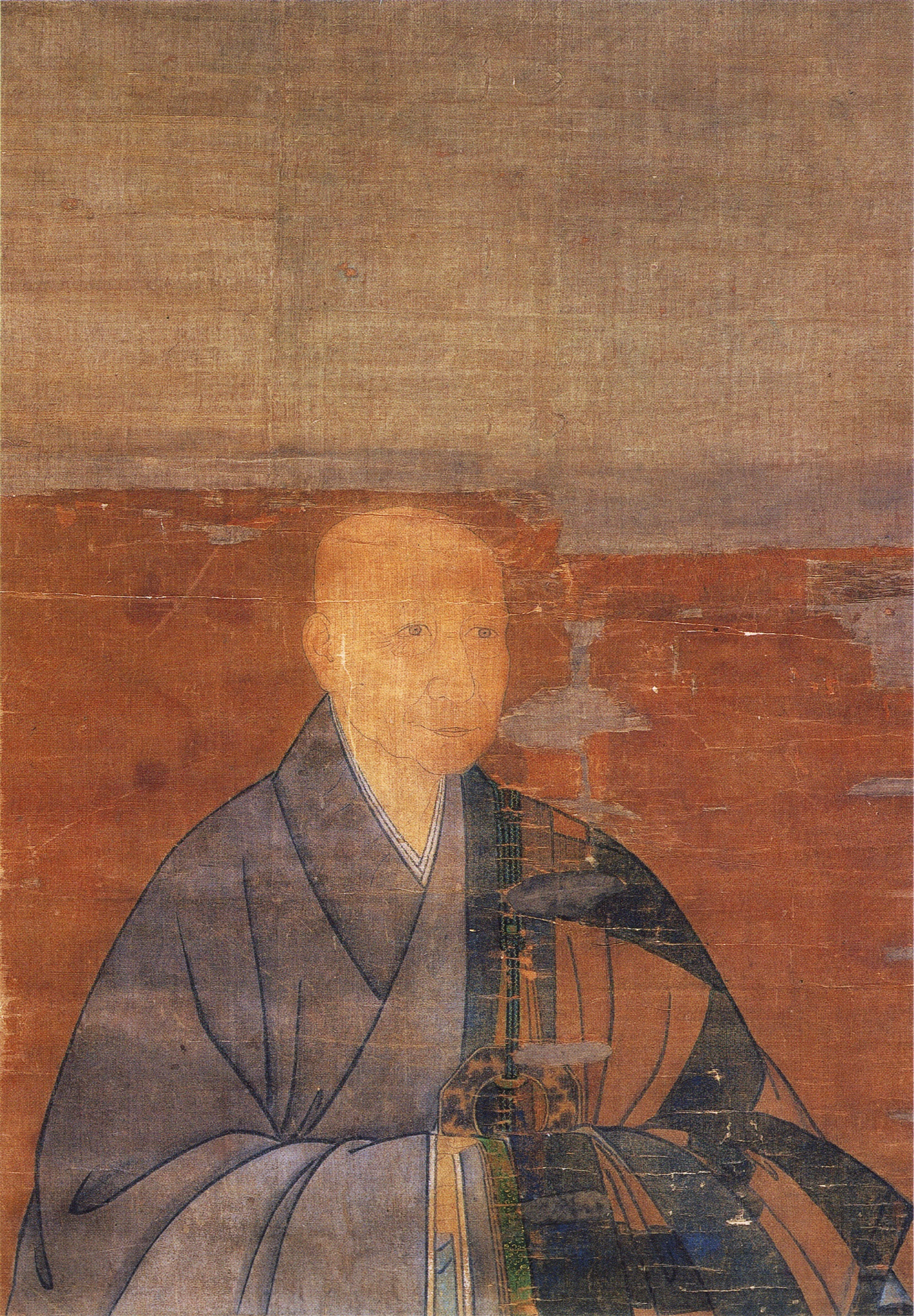
Zekkai Chūshin

Zekkai Chūshin (japanisch 絶海 中津; geboren 9. Dezember 1334 in der Provinz Tosa; gestorben 3. Mai 1405 in Kyōto) war ein japanischer Zen-Mönch aus der „Zeit der Nord- und Südhöfe“ bis zur mittleren Muromachi-Zeit. Zusammen mit Gidō Shūshin (1325–1388) zählt er zu den Großen der Gozan-Literatur.

## Leben und Wirken
Zekkai Chūshin war auch unter seinem Gō Shōken Michito (蕉堅道人) bekannt. Sein Vater führte den Familiennamen Tsuno (津野氏). Im Jahr 1348 praktizierte er Meditation unter dem alten Zen-Meister und Gartengestalter Musō Soseki (1275–1351) und erhielt den buddhistischen Ehrennahmen Hōshi (法嗣). Im Jahr 1353 zog er in den Tempel Kennin-ji und wurde Mitglied einer Gruppe in der Nachfolge des Priesters Ryūzan-Tokken-(竜山 徳見; 1284–1358).
1368 besuchte Zekkai das China der Ming-Dynastie, wurde Schüler von Jitan Zonglai (季潭 宗泐) und kehrte 1378 nach Japan zurück. Er suchte Zuflucht bei Shunoku Myoha (春屋妙葩) vom Tempel Tenryū-ji und zog zum Tempel Erin-ji in der Provinz Kai. Doch 1383  wurde er von Ashikaga Yoshimitsu (1358–1408) eingeladen, Priester des Tempels Rokuon-in (鹿苑院) in Kyōto zu werden. Im Jahr 1384 geriet er jedoch mit Yoshimitsu in Konflikt und wurde aus Kyōto verbannt. Er versöhnte sich jedoch später mit ihm und lebte in den Tempeln Tōji-in (等持院), Shōkoku-ji und in anderen Tempeln.
Im Jahr 1398 zog Zekkai sich aus dem Shōkoku-ji zurück und wurde Oberpriester des Tempels Rokuon-in, wo er als Soroku verantwortlich war. Sein posthumer Name war „Butschi Kōshō Kokushi“ (仏智広照 国師) bzw. „Join Jokusei Kokushi“ (浄印翊聖国師). Er hinterließ das Buch „Shōkenkō“ (蕉堅藁), seine Memoiren.